# Амандри, Мишель
Мишель Амандри (родился в 1949 г.) — французский нумизмат.

## Биография
Мишель Амандри, сын археолога Пьера Амандри, учился в Страсбурге и Париже, где в 1979 году получил докторскую степень в Сорбонне. С 1991 по сентябрь 2013 года он был директором Кабинета медалей Департамента монет, медалей и древностей Национальной библиотеки Франции. Он также преподаёт нумизматику в качестве «директора по исследованиям» в Практической школе высших исследований в Париже.
Его исследовательская деятельность — нумизматика Римской империи.
Мишель Амандри — член-корреспондент Австрийской академии наук и Немецкого археологического института, а также член многочисленных национальных нумизматических обществ. Он был награжден медалью Хантингтона и медалью Королевского нумизматического общества в 2004 году.
С 2003 по 2009 год он был президентом Международного нумизматического совета.
С 2003 года принимал участие в публикации множества нумизматических сочинений. Он также был издателем и соредактором проводимого раз в два года Обзора нумизматических исследований, а также редактором и соавтором Dictionnaire de numismatique, опубликованного в 2001 году.

## Избранные публикации
- Trésor trouvé en Macédoine, monnaies impériales grecques, 1978;
- Le Monnayage de Dymé (Colonia Dumaeorum) en Achaïe, corpus, 1981;
- Le Monnayage augustéen de Leptis Minor : Byzacène, 1983;
- Le Monnayage des duovirs corinthiens, 1988;
- Anatolie antique : fouilles françaises en Turquie, 1990 (dir., catalogue d’expo.);
- Coinage production and monetary circulation in Roman Cyprus, 1993;
- The romanization of Hellenistic coinages in the Mediterranean East, 1994;
- Roman provincial coinage vol. 2, 2001 (в соавторстве с ролях Эндрю Бернеттом и др.);
- Dictionnaire de numismatique, 2001;
- A survey of numismatic research : 1996—2001, 2003;
- A survey of numismatic research : 2002—2007, 2009;
- Trésors de la Gaule et de l’Afrique du Nord au IVe siècle de notre ère (= Trésors monétaires vol. 23), 2009.

## Ссылка
- Произведения Мишеля Амандри на сайте academia.edu Архивная копия от 3 июня 2021 на Wayback Machine